# Анехо
Ане́хо (фр. Aného) — город на юго-востоке Того, в Приморской области. Находится в 45 км от столицы, города Ломе, на берегу Атлантического океана, недалеко от границы с соседним Бенином. По данным на 2012 год в городе проживает около 28 000 человек.

## История
Первоначально на месте города был португальский рынок рабов. В 1884 году Анехо стал первой столицей немецкой колонии Того. В 1897 году из-за постепенного снижения значимости города столица была перенесена в Ломе.

## Экономика
Жители города в основном занимаются сельским хозяйством и рыболовством. В 1905 году была построена железная дорога Ломе — Анехо, которая соединила город со столицей.

## Достопримечательности

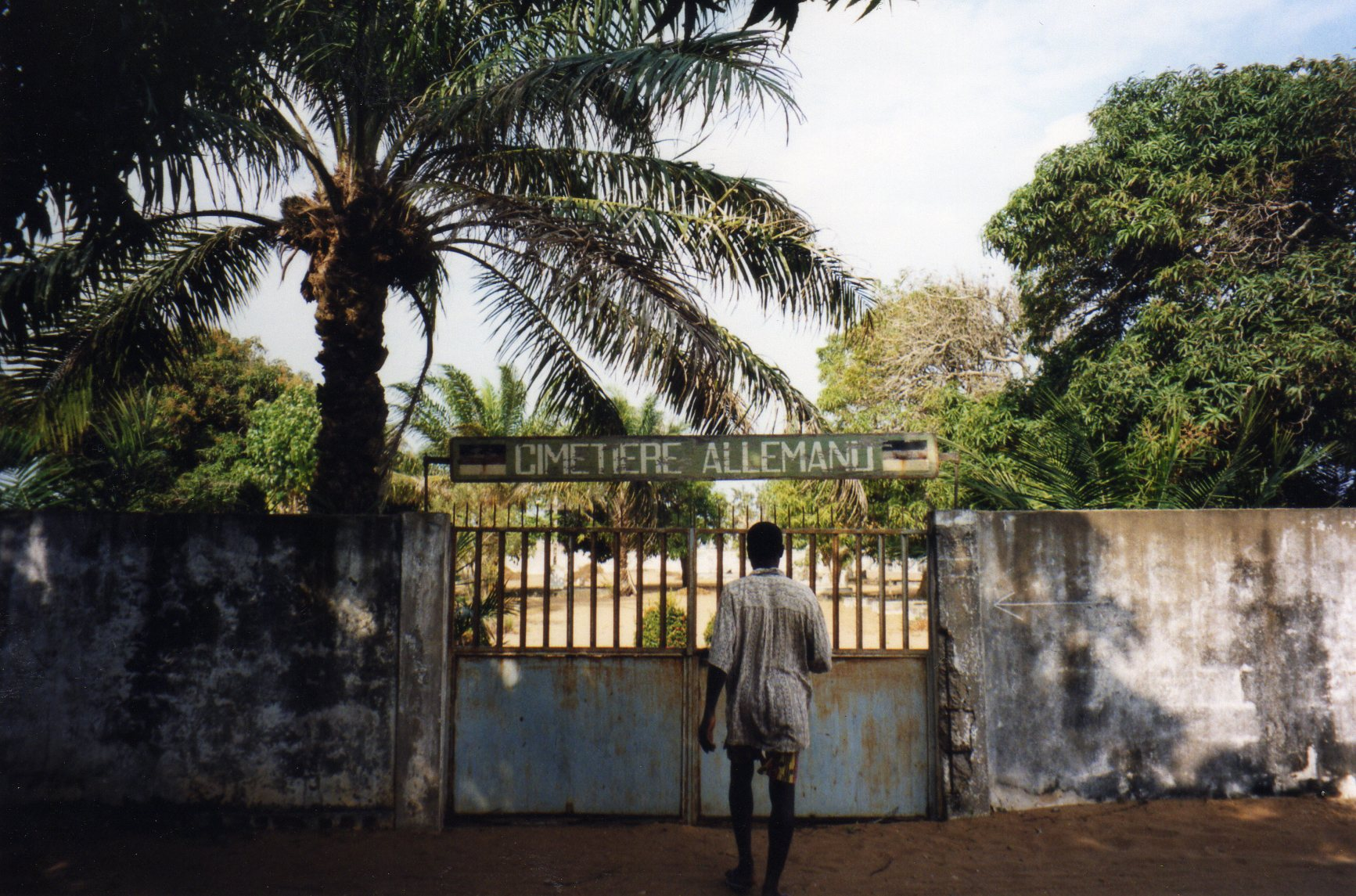
Немецкое кладбище в Анехо

Достопримечательностей в городе немного. В основном это здания колониальной постройки. Также в районе Адидо есть старое немецкое кладбище с хорошо сохранившимися гробницами времен немецкой колонизации.
12 декабря 2000 года агломерация Анехо — Глидже были признаны объектом всемирного культурного наследия ЮНЕСКО.